# 臀中肌
臀中肌为三块臀肌之一，是一块宽厚的放射状肌肉，位于骨盆的外侧面。它的后三分之一被臀大肌覆盖，前三分之二被覆有臀筋膜，该腱膜将其与浅筋膜和皮肤分隔。

## 结构
臀中肌起始于髂骨外表面，位于髂嵴外唇和上方的臀后线以及下方的臀前线之间；它还起始于覆盖其外表面的自身筋膜——臀筋膜。

### 关联结构
臀中肌滑囊（Bursa trochanterica m. glutaei medii）将肌腱与其滑过的大转子表面分隔开来。臀中肌的深面与臀小肌相临。

### 变异
臀中肌的后缘可能或多或少与梨状肌紧密相连，或者其纤维部分止于梨状肌的肌腱。

## 功能
- 前部单独作用时有助于髋关节的屈曲和旋内。
- 后部单独作用时有助于髋关节的伸展和旋外。
- 前部和后部共同作用时可使髋关节外展，并在冠状面上稳定骨盆。[3]
- 臀中肌大部分肌肉插入点位于髋关节旋转中心的后方。然而，在股骨处于不同位置时，臀中肌的功能也会改变。例如：如果腿处于屈曲状态，整个肌肉将帮助髋关节屈曲。[4]

臀中肌的后纤维收缩以产生髋关节的伸展、旋外和外展。在步态过程中，后纤维有助于在摆动相结束时减缓股骨的内旋。
与臀小肌及其他短小的骨盆-转子肌一起，臀中肌中心化并稳定髋关节。因此，保留臀中肌以及准确解剖重建股骨的偏移和前倾角对髋关节置换手术的成功至关重要。

## 临床意义
臀中肌或臀上神经功能障碍可能表现为Trendelenburg征阳性。

## 相关图像

臀中肌的位置（以红色显示），髋骨以半透明显示。
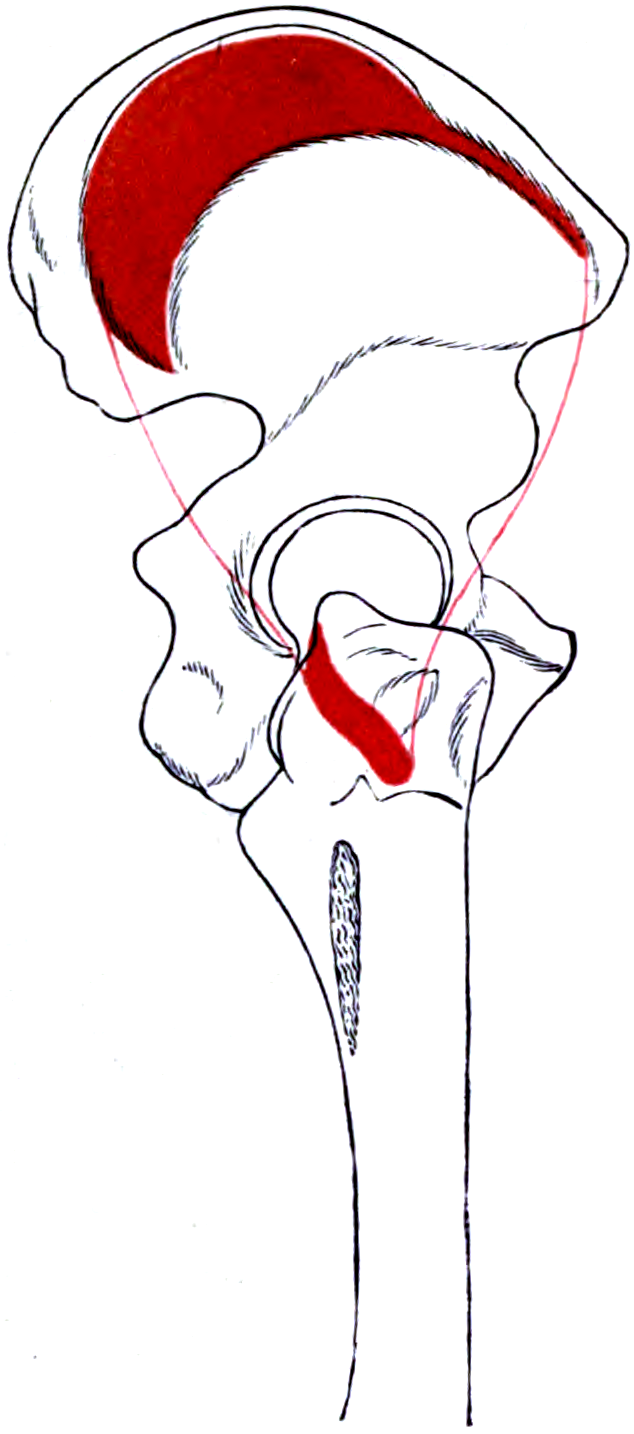
起点和附着点
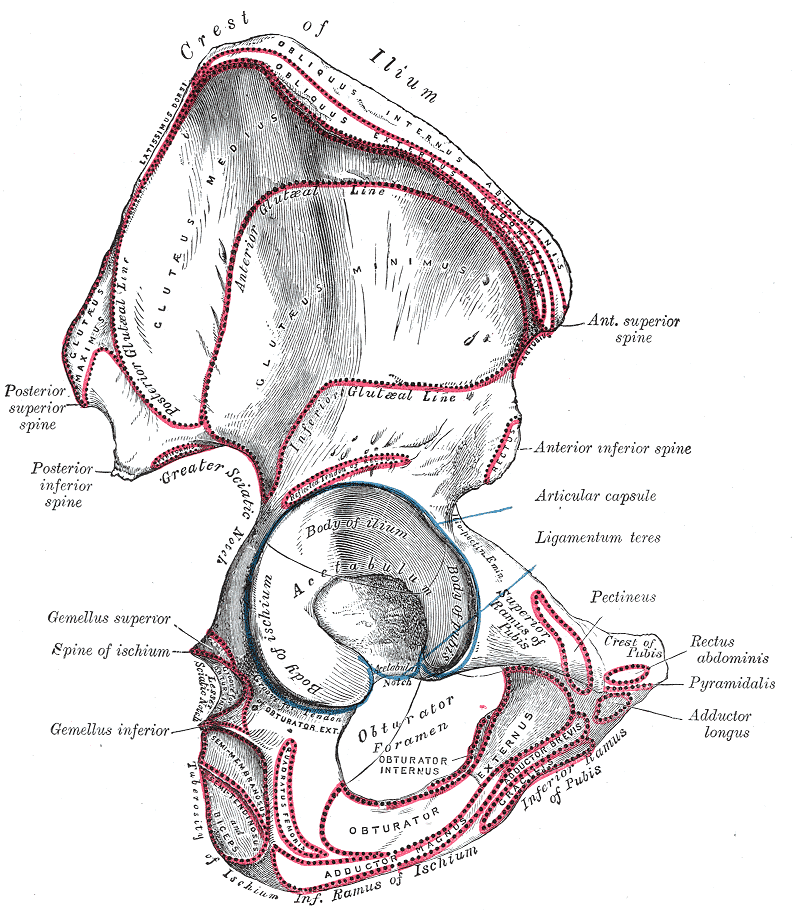
髂骨上的起始点
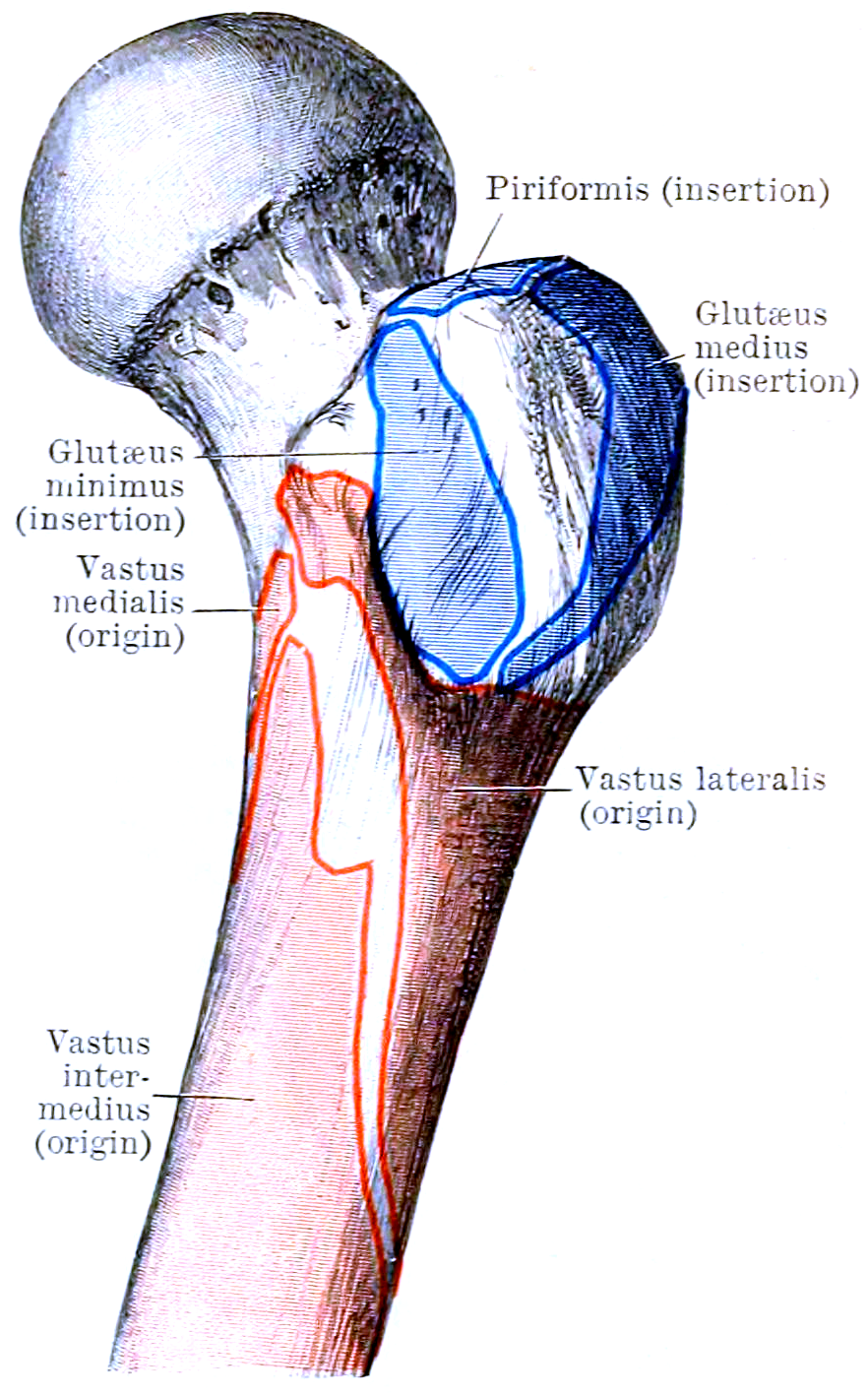
股骨大转子附着区
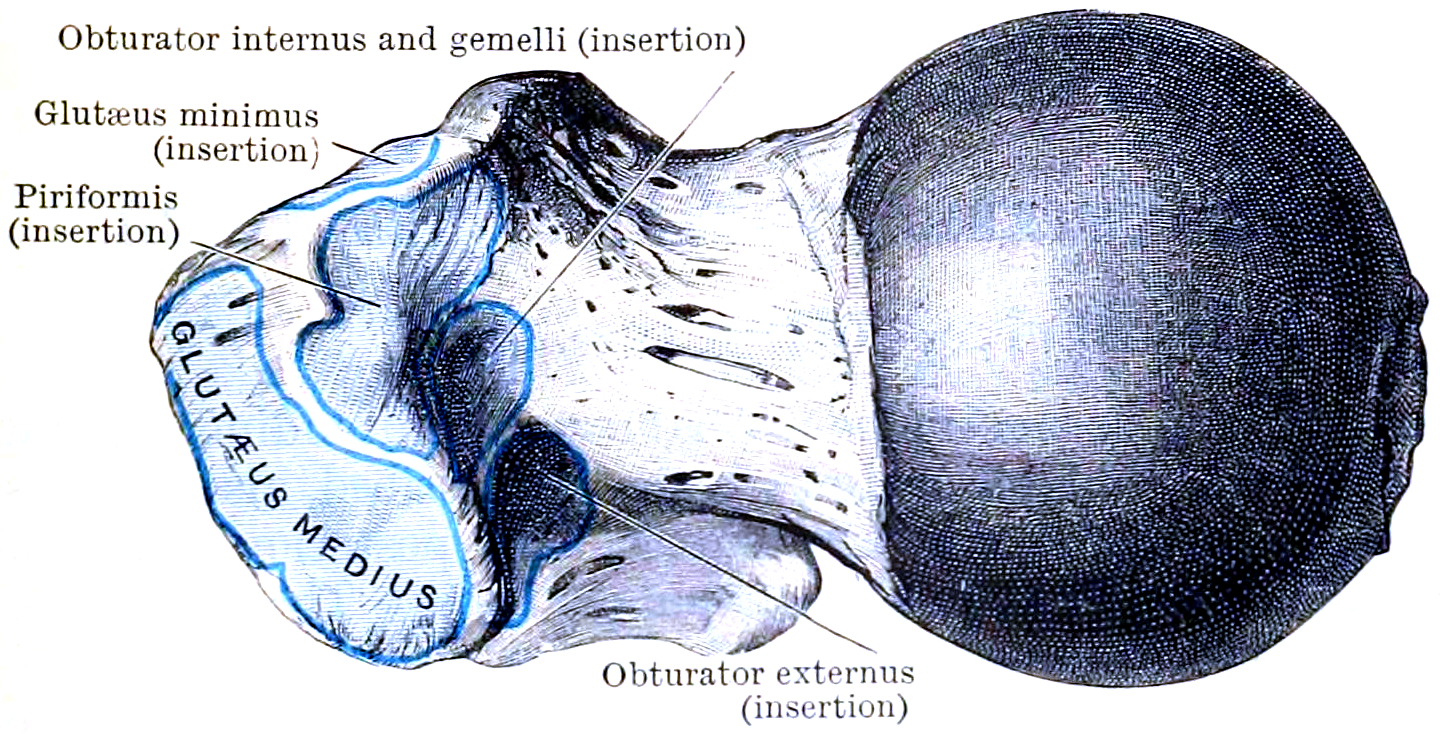
股骨大转子附着区
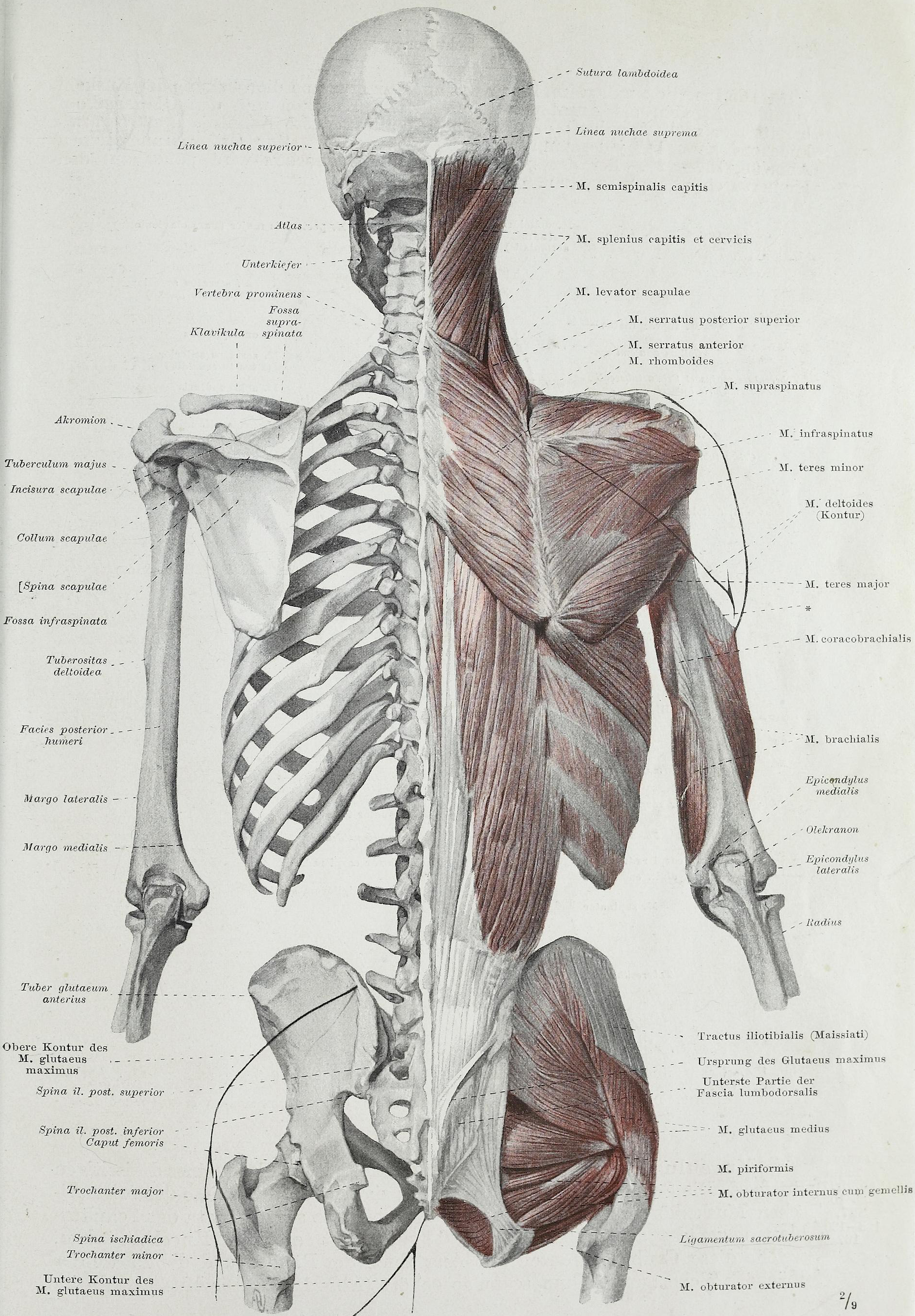
臀中肌的纤维在插入大转子之前从前向后交叉，反之亦然。髂胫束已被部分切除。
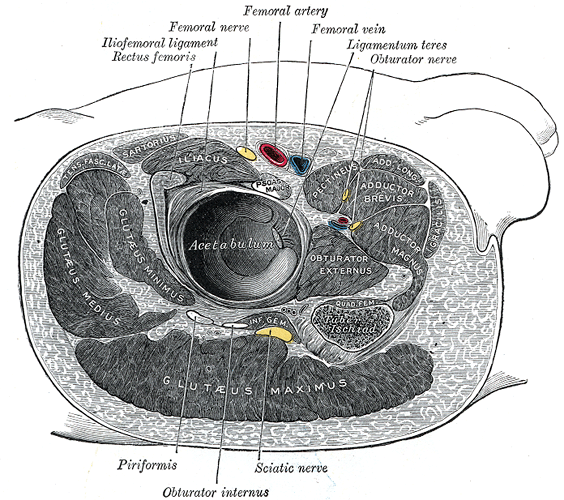
右髋关节周围的结构
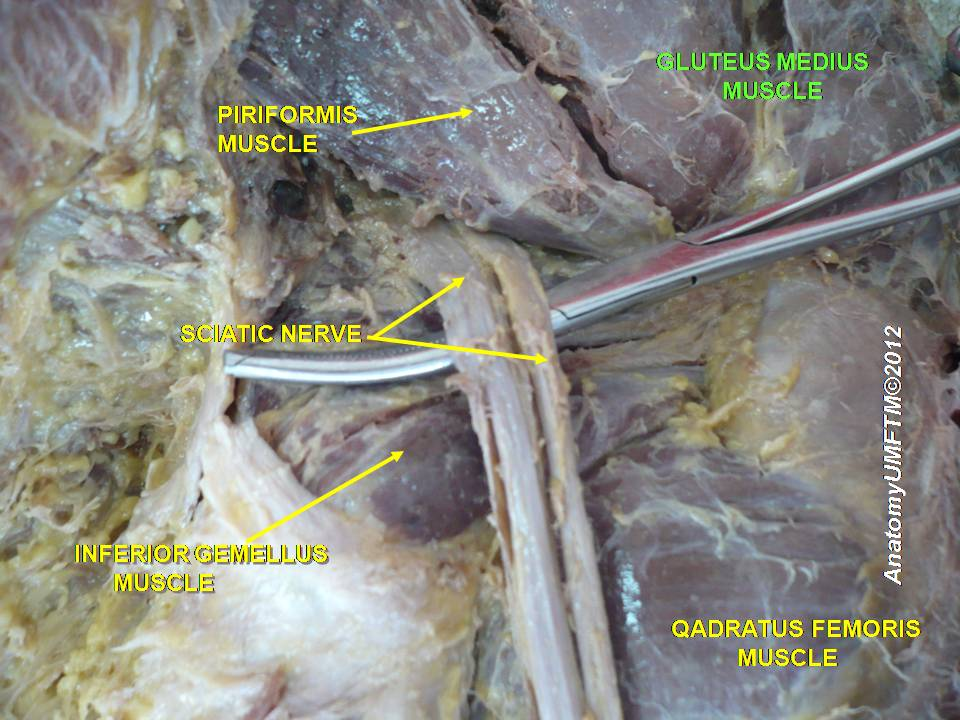
臀中肌（以绿色文字显示）
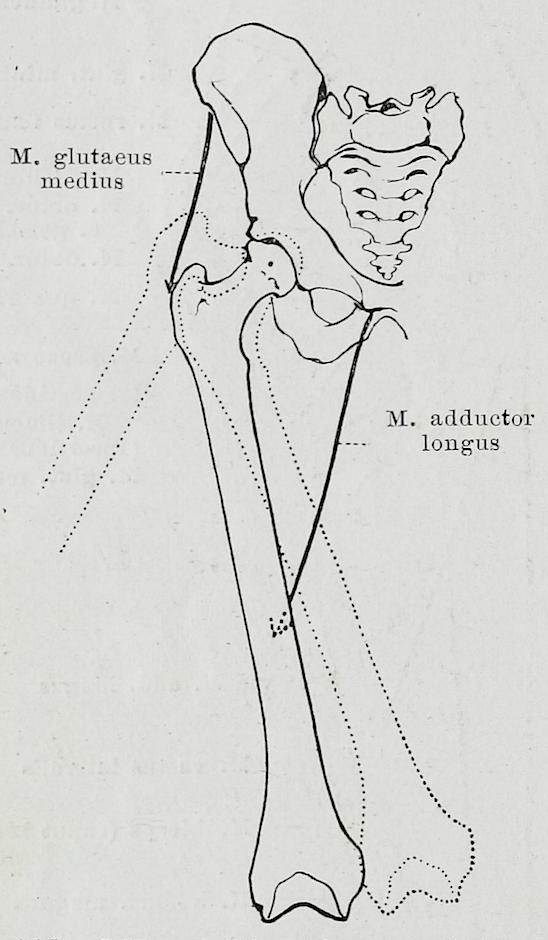
股骨内收和外展。髋关节的旋转中心已被标记。